# Schnaitsee
Schnaitsee est une commune de Bavière (Allemagne), située dans l'arrondissement de Traunstein, dans le district de Haute-Bavière.